# 쓰키아시 다쓰히코
쓰키아시 다쓰히코(일본어: 月脚達彦, 1962년~)는 일본의 역사가이자, 교수이다. 주 분야는 한국 근대사이며, 종합문화연구과 글로벌공생프로그램(GHP) 운영위원직을 맡고 있다.

## 저서
- 『조선개화사상과 국민주의 근대조선의 형성』( 도쿄대학 출판회 , 2009년) ISBN 9784130261340
- 『후쿠자와 유키치 와 조선문제 “조선개조론”의 전개와 유능”(도쿄대학 출판회, 2014년) ISBN 9784130210782
- 『후쿠자와 유키치의 조선 일조청 관계 속의 탈아』(고단샤 선서 메티에, 2015년) ISBN 9784062586139

### 공저
- 『어른을 위한 근현대사 19세기편』( 미타니 히로시・나미키 요시즈와 의 공편)(도쿄대학 출판회, 2009년) ISBN 9784130230582

### 번역
- 앙드레 슈미트 『 제국의 하자 까지 』（제 1 장「 문명이라는 보편의 바람 」）

『조선개화파 선집 김옥균・박영효・兪吉濬・徐載弼』訳注 (平凡社東洋文庫, 2014년) ISBN 9784582808483